# 森山ヨネ
森山 ヨネ（もりやま ヨネ、1891年（明治24年）1月14日 - 1990年（平成2年）10月30日）は、政治家、衆議院議員（1期）。

## 来歴
福岡県久留米市出身。福岡女学校を経て奈良女子高等師範学校を卒業する。1927年栄養学を学ぶため文部省の在外研究員として米国のコロンビア大学に留学する。帰国後は鹿児島県立国分高等女学校教諭や三重県と福岡県の女子師範学校の教諭を経て、福岡県女子専門学校教授になる。その後、退職してブラジルに渡り、戦時中の1942年に帰国した。戦後の1946年の第22回衆議院議員総選挙では福岡県から日本進歩党公認で立候補してトップ当選した。進歩党では渉外連絡部副部長を務めた。翌年の第23回衆議院議員総選挙には立候補しなかった。その後は亡くなるまで表立った活動はなく、姪と二人で余生を送ったという。1990年死去。